# Jiao Xiaoran

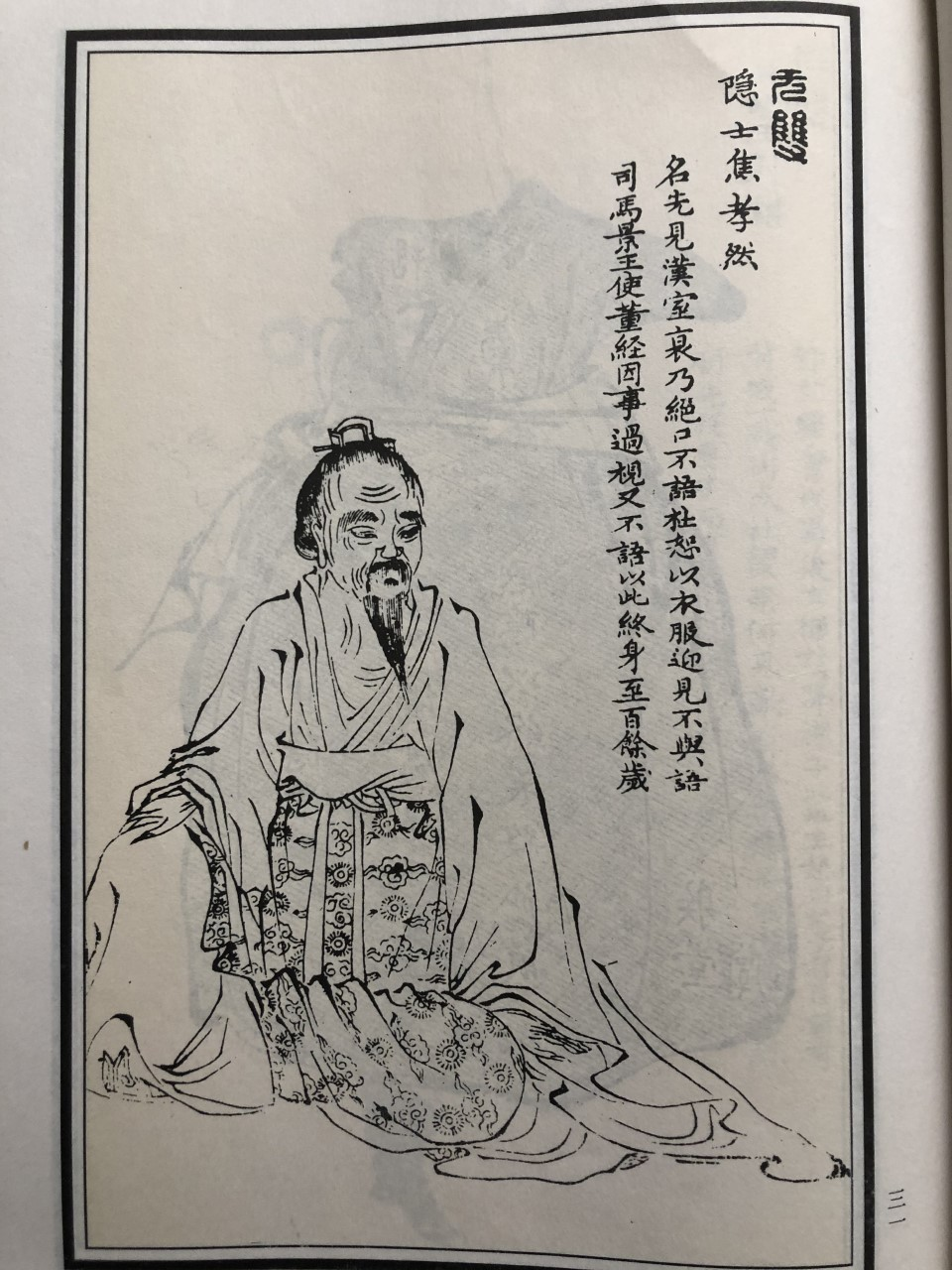
Jiao Xiaoran zoals afgebeeld in de Wu Shuang Pu (無雙譜, Table of Peerless Heroes) door Jin Guliang

Jiao Xiaoran (Chinees: 焦孝然) (Hedong, 475 - 221 v. Chr.), ook bekend als Jiao Xian (Chinees: 焦先), leefde in Guanzhong (关中) tijdens de  periode van de Strijdende Staten. Jiao probeerde de constant durende oorlog te ontwijken maar als hij alles kwijtraakt aan het oorlogsgeweld verliest hij zijn  geest en zinnen. Hij gaat in het wild leven en gedraagt zich meer en meer als een beest. Leeft van wat de natuur te bieden heeft en slaapt op de kale vloer. Hij draagt het hele jaar geen kleren meer en spreekt met niemand. Zo wordt Jiao een gedwongen kluizenaar. Het wordt gezegd dat hij meer dan 100 jaar oud is geworden. 